# 1941-es magyar vívóbajnokság
Az 1941-es magyar vívóbajnokság a harminchetedik magyar bajnokság volt. Budapesten tartották. A férfi tőrbajnokság május 25-én, a párbajtőrbajnokság május 22-én, a női tőrbajnokság pedig május 22-én a Műegyetemen volt. A kardbajnokságot december 7-én rendezték a Nemzeti Sportcsarnokban.

## Eredmények
| Versenyszám          | Arany                                    | Arany | Ezüst                               | Ezüst | Bronz                                | Bronz |
| -------------------- | ---------------------------------------- | ----- | ----------------------------------- | ----- | ------------------------------------ | ----- |
| Férfi tőrvívás       | Bedő Zsolt Honvéd Tiszti VK              |       | Berczelly Tibor Honvéd Tiszti VK    |       | Gerevich Aladár MAC                  |       |
| Férfi párbajtőrvívás | Hennyey Imre Honvéd Tiszti VK            |       | vitéz Bartha Rezső Honvéd Tiszti VK |       | dr. Gyalokay Sándor Honvéd Tiszti VK |       |
| Férfi kardvívás      | Berczelly Tibor Honvéd Tiszti VK         |       | Rajcsányi László MAC                |       | dr. Rajczy Imre BEAC                 |       |
| Női tőrvívás         | Gerevichné Bogáthy Erna Honvéd Tiszti VK |       | Bartha Magda BBTE                   |       | Buchwald Magda BBTE                  |       |